# Steven E. Jones
Steven Earl Jones (nascut el 25 de març de 1949) és un físic estatunidenc. Entre els científics, Jones es va fer conegut per la seva llarga investigació sobre la fusió catalitzada per muons. Per altra banda, Jones és conegut sobretot com a cofundador de Scholars for 9/11 Truth el 2005, i poc després de Scholars for 9/11 Truth and Justice el 2006, associacions preocupades pels atemptats de l'11 de setembre de 2001. Jones ha afirmat que mers accidents d'avions i incendis no van poder provocar la tan ràpida caiguda dels edificis del WTC, cosa que suggereix que hi va haver una demolició controlada. A finals del 2006, algun temps després els funcionaris de la Brigham Young University (BYU) el van jubilar, Jones es va retirar com a professor emèrit.